# Rio Branco FC (AC)
Az Rio Branco Football Club labdarúgócsapatát 1919. június 8-án hozták létre Rio Branco városában. A brazil együttes Acre állam első osztályában szerepel.

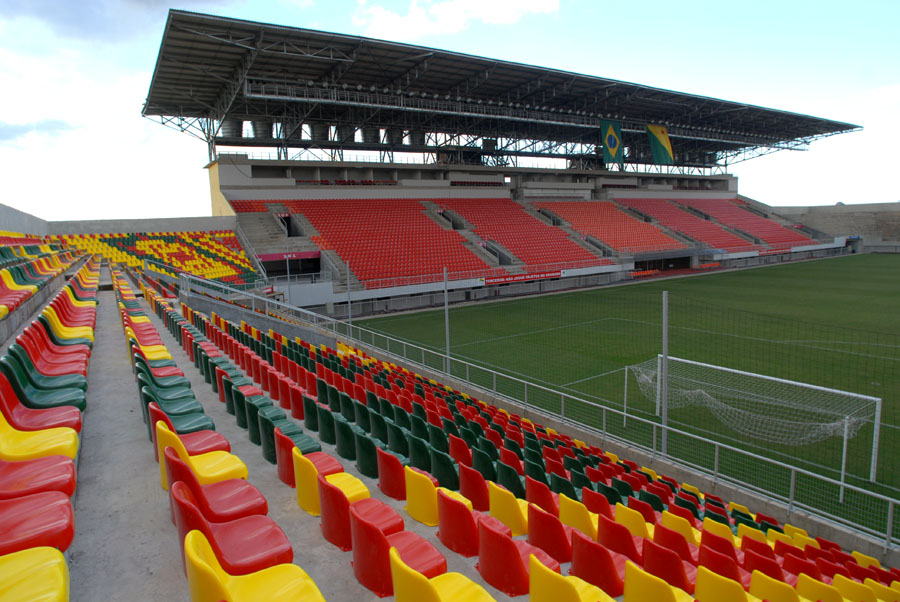
Arena da Floresta

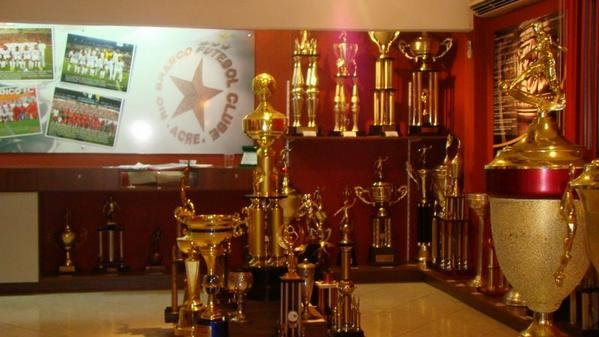
A klub Emlékterme 2009-ben nyílt.

## Sikerlista

### Állami
- 47-szeres Acriano bajnok: 1919, 1921, 1928, 1929, 1935, 1936, 1937, 1938, 1939, 1940, 1941, 1943, 1944, 1945, 1946, 1947, 1950, 1951, 1955, 1956, 1957, 1960, 1961, 1962, 1964, 1971, 1973, 1977, 1979, 1983, 1986, 1992, 1994, 1997, 2000, 2002, 2003, 2004, 2005, 2007, 2008, 2010, 2011, 2012, 2014, 2015, 2018

## Játékoskeret
A 2019-es szezonban
| # |     | Poszt | Név              |
| - | --- | ----- | ---------------- |
|   | BRA | K     | Ramon            |
|   | BRA | K     | Edivandro        |
|   | BRA | K     | Juninho          |
|   | BRA | V     | Wesley Silva     |
|   | BRA | V     | Adriano          |
|   | BRA | V     | Alisson          |
|   | BRA | V     | Gustavo          |
|   | BRA | V     | Paulo            |
|   | BRA | V     | Rafael Henriques |
|   | BRA | KP    | Wesley Santos    |
|   | BRA | KP    | Andre Lima       |

| # |     | Poszt | Név             |
| - | --- | ----- | --------------- |
|   | BRA | KP    | Henry           |
|   | BRA | KP    | Carlos Alberto  |
|   | BRA | KP    | Weslley Pereira |
|   | BRA | KP    | Manolo          |
|   | BRA | KP    | Cásio           |
|   | BRA | KP    | Gustavo Paiva   |
|   | BRA | CS    | Mark            |
|   | BRA | CS    | Neto            |
|   | BRA | CS    | Vinicius        |
|   | BRA | CS    | Adriano Louzada |